# Alfred Gilles
Alfred Gilles (ur. 17 grudnia 1908 w Aywaille, zm. 5 grudnia 1983 w Liège) – belgijski zapaśnik walczący w stylu klasycznym. Olimpijczyk z Berlina 1936, gdzie zajął czternaste miejsce w wadze koguciej.

## Turniej wBerlinie 1936
| Konkurencja          | Walki                 | Walki                  | Klas. końcowa |
| Konkurencja          | Przeciwnik I          | Przeciwnik II          | Miejsce       |
| -------------------- | --------------------- | ---------------------- | ------------- |
| 56 kg styl klasyczny | Antoni Rokita (POL) P | Márton Lőrincz (HUN) P | 14.           |